# Natri calci edetate
Natri calci edetate (Natri calci EDTA), hay còn được gọi là edetate calci disodium cùng với một số các tên gọi khác, là một loại thuốc chủ yếu được sử dụng để điều trị ngộ độc chì. Chúng có thể chữa cho cả ngộ độc chì ngắn hạn và dài hạn. Đối với bệnh độc não, thuốc thường được sử dụng phối hợp cùng với dimercaprol. Chúng có vẻ không hữu ích đối với độc tính tetraethyllead. Thuốc này được tiêm chậm vào tĩnh mạch hoặc vào cơ bắp.
Tác dụng phụ thường gặp có thể có như đau tại chỗ tiêm. Các tác dụng phụ khác có thể kể đến các vấn đề về thận, tiêu chảy, sốt, đau cơ và hạ huyết áp. Lợi ích mà thuốc đem lại nếu phải dùng trong thai kỳ thì lớn hơn so với tác hại có thể có. Natri calci edetate thuộc họ thuốc tác nhân tạo phức chất. Đây là một muối của edetate với hai nguyên tử natri và một calci. Chúng hoạt động bằng cách gắn vào một số kim loại nặng và cho phép đào thải những kim loại này khỏi cơ thể qua nước tiểu.
Natri calci edetate được đưa vào sử dụng y tế tại Hoa Kỳ vào năm 1953. Nó nằm trong danh sách các loại thuốc thiết yếu của Tổ chức Y tế Thế giới, tức là các loại thuốc hiệu quả và an toàn nhất cần thiết trong một hệ thống y tế. Tại Hoa Kỳ, một đợt điều trị có giá từ 50 đến 100 USD tính đến năm 2015. Edetate disodium là một công thức khác nhưng không có tác dụng tương tự.